# Jeziorowskie (powiat giżycki)
Jeziorowskie (niem. Seehausen, do 1927 Jesziorowsken) – wieś mazurska w Polsce położona w województwie warmińsko-mazurskim, w powiecie giżyckim, w gminie Kruklanki nad jeziorem Gołdapiwo.
W latach 1975–1998 miejscowość należała administracyjnie do województwa suwalskiego.